# 崔泰奎

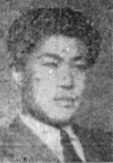
1949年ごろ

崔 泰奎（チェ・テギュ、朝鮮語: 최태규、1919年3月30日または1923年 - 2009年10月16日）は、大韓民国および朝鮮民主主義人民共和国の政治家、ジャーナリスト。制憲韓国国会議員、最高人民会議代議員（代不明）。
崔 泰圭（読み、ハングル表記同じ）という表記も見られる。

## 経歴
日本統治時代の江原道旌善郡出身。軍花洞公立国民学校を卒業後、専修大学法学部3年時に徴兵のため帰国した。戦災同胞援護会消費組合理事、大韓日報政経部、大東新聞の記者などを務めた後、1948年の初代総選挙に旌善郡選挙区より無所属で出馬し当選した。その後、国会フラクション事件に関与したとして投獄中、1950年6月ごろに北朝鮮に拉致された。一方、崔泰奎自身はのちに画報『朝鮮』2003年3月号に掲載された自身の手記において、「呂運亨の講演を聞き、越北を決心した」という旨を述べた。また、崔泰奎の息子は崔の拉北または越北当時は未出生のため、遺腹となった。以後北朝鮮で人民経済大学を卒業し、1952年8月ごろに平壌市消費協同組合中央会事務員、1956年7月に在北平和統一促進協議会発起人・常務委員を務め、1959年初めごろに労働者になったが、常務委員としてもあり続けたか、のちに復帰したとされる。1992年には韓国側の『拉致』という主張に対し談話を発表し反論した。1998年には平壌放送に出演し、「アメリカ合衆国は朝鮮の貴重な文化遺産を多数略奪した」という旨を主張した。1999年には平壌出版社より手記を出版した。このほか北朝鮮側で死去した韓国人の墓地移設事業において、総責任者職を務めた。また、勲章やメダルを受勲し、『祖国統一（南北統一）と強盛大国建設のための事業に全ての力と知恵を捧げた』という功労により祖国統一賞を受賞した。2009年10月24日の統一新報において、心臓麻痺により90歳で死去したと報じられた。